# 잉겔하임암라인

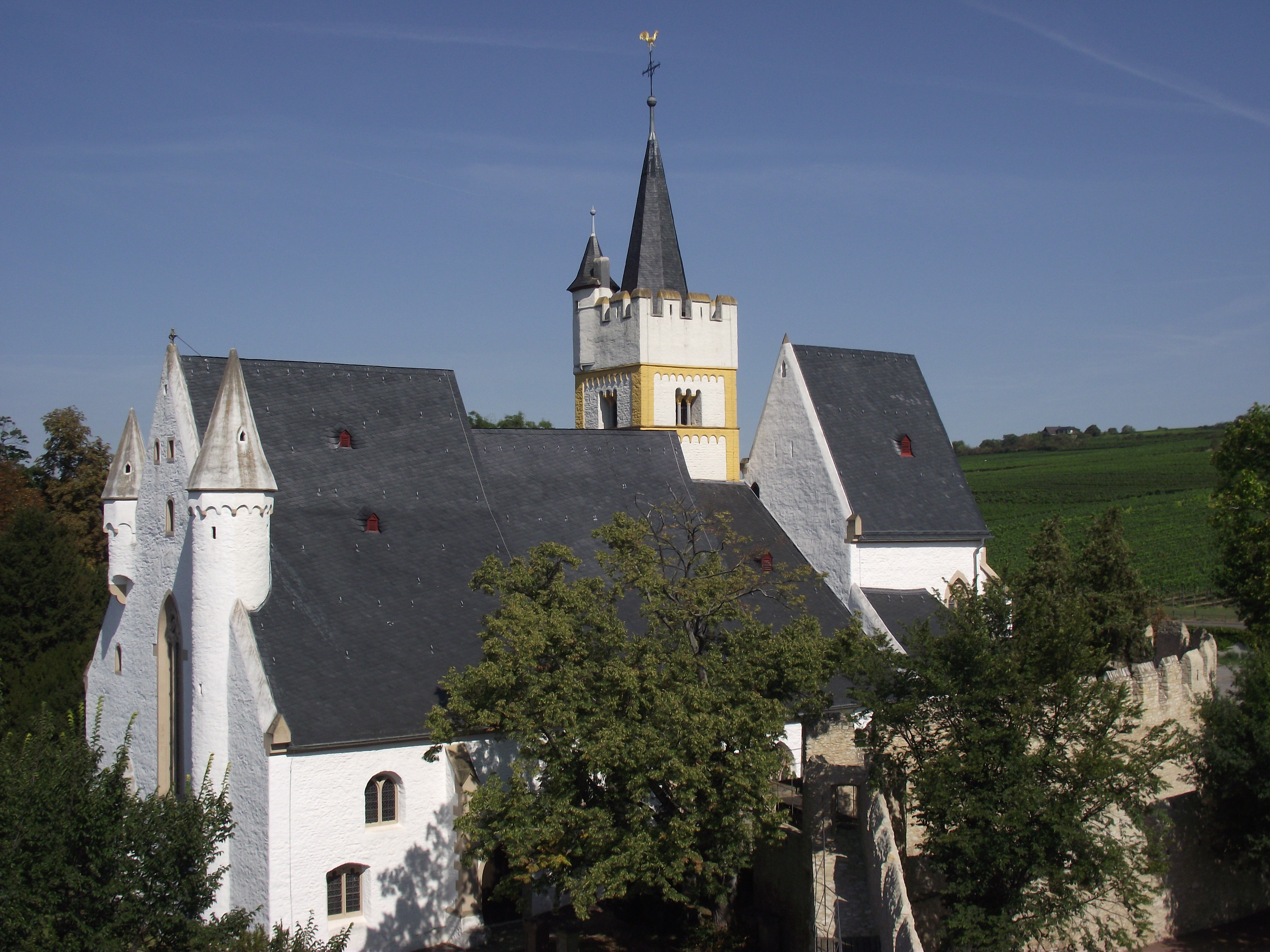
잉겔하임암라인

잉겔하임암라인(독일어: Ingelheim am Rhein)은 독일의 라인란트팔츠주의 동부 에 위치한 마인츠빙겐군(de)에 소재하는 3개 읍(de) 가운데 하나로서 면적은 73.33km2, 인구는 35,146명(2018년 12월 31일 기준), 인구 밀도는 479명/km2이다.
라인강 서안과 접한다. 니더잉겔하임(de) 지구에는 8세기 말부터 11세기까지 여러 황제와 군주들이 자주 머물던 잉겔하임 행궁(de)이 있다. 1885년에는 알베르트 뵈링거(de)가 이곳에 제약 회사 베링거인겔하임을 세웠다.

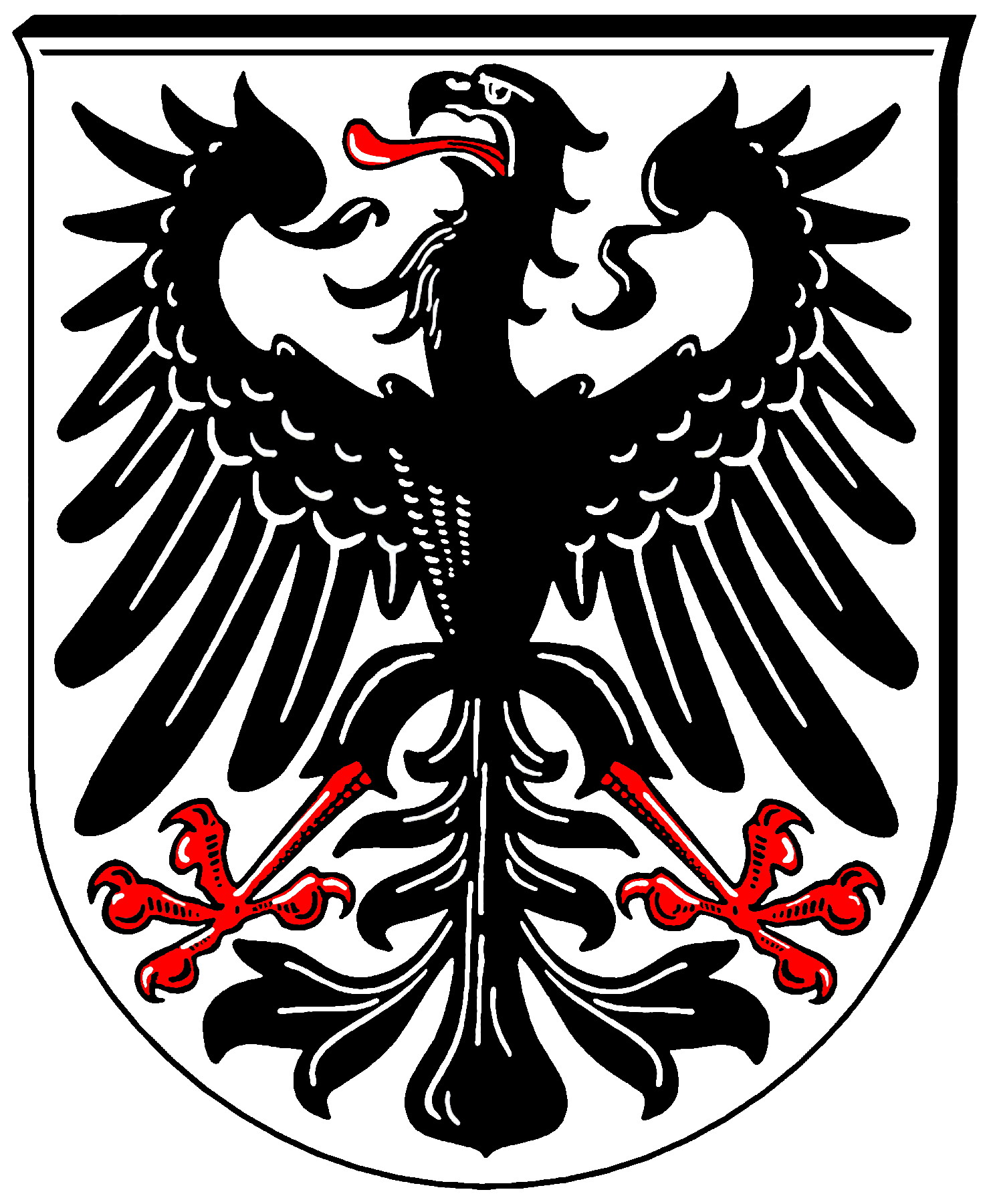
문장

### 행정 구역
1. Frei-Weinheim
2. Großwinternheim
3. Heidenfahrt
4. Heidesheim am Rhein
5. Ingelheim-West
6. Nieder-Ingelheim
7. Ober-Ingelheim
8. Sporkenheim
9. Uhlerborn
10. Wackernheim